# Fédération espagnole de tennis
La Fédération espagnole de tennis (Real Federación Española de Tenis, abrégé en RFET) organise le tennis en Espagne et met en place un système de classement et de compétition national. Elle est affiliée à la Fédération internationale de tennis depuis 1913.

## Historique
Avant sa création, l'Asociación de Lawn Tennis de Barcelona était l'entité qui représentait les clubs espagnols auprès de la Lawn Tennis Association. Le premier tournoi international de tennis disputé à Barcelone en 1903 a été organisé par ce club avec le soutien du Sport-Verein Barcelona, du Polo Club de Barcelona et du Salud Sport Club. Le Valencia Lawn-Tennis Club est affilié en 1904, suivi par le Football Club Villafranca et le Lawn-Tennis del Turó en 1905, le Madrid Lawn-Tennis Club en 1906, le Lawn-Tennis Jerezano et le Cataluña Lawn-Tennis Club en 1907 et le Zaragoza Lawn-Tennis Club en 1908.
La fédération espagnole de tennis a été créée le 11 novembre 1909 à Saint-Sébastien sous le nom de Asociación de Lawn Tennis de España. Son premier président est Don Jorge de Satrústegui et son premier secrétaire Don Manuel Tey. En 1914, le roi Alphonse XIII accorde à l'association le titre de Royale (Real).
Le tennis se développe fortement en Espagne dans les années 1920. On note la participation des premiers joueurs de tennis espagnols à l'occasion des Jeux olympiques d'Anvers en 1920. Par la suite, la fédération supervise depuis 1921 la gestion de l'équipe d'Espagne de Coupe Davis et l'organisation des rencontres à domicile. Les premiers joueurs sélectionnés le 23 mai 1921 sont Eduardo Flaquer, Manuel de Gomar, Manuel Alonso et son frère José Maria. Chez les femmes, Lilí Álvarez devient la première championne espagnole en disputant trois finales à Wimbledon. En 1923, la fédération est désignée pour organiser les championnats du monde sur court couvert au parc de la Ciutadella à Barcelone. En 1935, l'entité change de nom pour devenir la Federación Española de Tenis. Son activité est paralysée entre 1937 et 1939 en raison de la Guerre d'Espagne.
Le sport se popularise massivement dans les années 1960 par l'intermédiaire de la Coupe Davis, deux fois finaliste en 1965 et 1967 et des joueurs tels que Manolo Santana, Juan Gisbert et José Luis Arilla. Cela s'est amplifié avec l'avènement de champions tels que Manuel Orantes et Andrés Gimeno. Le tennis devient alors un des sports les plus populaires du pays, succès également dû aux multiples victoires espagnoles à Roland-Garros. Le Trophée Conde de Godó, tournoi de référence internationale organisé au Real Club de Tenis Barcelona depuis 1953 obtient le titre de championnats internationaux d’Espagne.
En 1972, l'Espagne inscrit pour la première fois une équipe féminine en Coupe de la Fédération. L'équipe remportera la compétition à cinq reprises dans les années 1990. Les hommes imiteront cette dynamique en s'adjugeant le même nombre de victoires entre 2000 et 2011. En 2004, la fédération reçoit de la part de l'International Tennis Hall of Fame le prix de la meilleure fédération au monde.
Depuis les années 1990, de nombreux joueurs et joueuses ont eu l'occasion de se distinguer dans des tournois du Grand Chelem, notamment Arantxa Sanchez et Conchita Martinez chez les femmes, mais aussi Sergi Bruguera, Juan Carlos Ferrero et surtout Rafael Nadal, quatorze fois vainqueur à Roland-Garros depuis 2005. Par ailleurs, l'équipe espagnole a également su répondre présent à l'occasion des Jeux olympiques depuis leur réintroduction en 1988, obtenant au moins une médaille par édition dont une médaille d'or en simple messieurs pour Nadal en 2008 et deux médailles d'argent en simple homme et femme en 1996.

## Liste des présidents
- 1909-1923: Jorge de Satrústegui Barrie
- 1924-1928: José Vidal Ribas y Güell
- 1929-1931: Josep Maria Sagnier i Sanjuanena (ca)
- 1931-1935: Francisco Rodón Casas
- 1936: Juan Andreu Miralles
- 1936: José Luis de Prat y de Lezcano
- 1938-1970: José Garriga-Nogués y Garriga-Nogués (es), marquis de Cabanes
- 1970-1984: Pablo Llorens Reñaga
- 1984-1985: Salvador Vidal Nunell
- 1985-2004: Agustín Pujol Niubó
- 2005-2009: Pedro Muñoz Asenjo
- 2009-2015: José Luis Escañuela Romana (en)
- 2015-2016: Fernando Fernández-Ladreda Aguirre
- 2016: Miguel Díaz Román

## Titres et finales messieurs
En gras les joueurs en activité.
Pour les catégories Masters 1000 et ATP 500 : équivalent entre 1970 et 1990.
| Joueur                        | Grand Chelem | Masters | Jeux olympiques | Masters 1000 | ATP 500 |
| ----------------------------- | ------------ | ------- | --------------- | ------------ | ------- |
| Rafael Nadal                  | 22-8         | 0-2     | 1-0             | 36-17        | 23-6    |
| * Carlos Alcaraz              | 4-0          |         | 0-1             | 6-1          | 6-3     |
| Manuel Santana                | 4-0          |         |                 |              |         |
| Sergi Bruguera                | 2-1          |         | 0-1             | 2-3          | 0-3     |
| Manuel Orantes                | 1-1          | 1-0     |                 |              |         |
| Juan Carlos Ferrero           | 1-2          | 0-1     |                 | 4-2          | 2-6     |
| Carlos Moya                   | 1-1          | 0-1     |                 | 3-3          | 3-4     |
| Albert Costa                  | 1-0          |         |                 | 1-2          | 2-2     |
| Andrés Gimeno                 | 1-1          |         |                 |              | 1-0     |
| Àlex Corretja                 | 0-2          | 1-0     |                 | 2-3          | 5-0     |
| Juan Aguilera                 |              |         |                 | 2-0          |         |
| David Ferrer                  | 0-1          | 0-1     |                 | 1-6          | 10-9    |
| Emilio Sánchez                |              |         |                 | 1-2          | 2-1     |
| Pablo Carreño Busta           |              |         | Bronze          | 1-0          | 1-2     |
| Félix Mantilla                |              |         |                 | 1-1          | 1-1     |
| Tommy Robredo                 |              |         |                 | 1-0          | 1-3     |
| Albert Portas                 |              |         |                 | 1-0          | 0-1     |
| Roberto Carretero             |              |         |                 | 1-0          |         |
| Feliciano López               |              |         |                 |              | 3-3     |
| Nicolás Almagro               |              |         |                 |              | 2-3     |
| Alberto Berasategui           | 0-1          |         |                 |              | 1-1     |
| Fernando Verdasco             |              |         |                 | 0-1          | 1-5     |
| Carlos Costa                  |              |         |                 | 0-1          | 1-1     |
| Roberto Bautista-Agut         |              |         |                 | 0-1          | 1-0     |
| Marcel Granollers             |              |         |                 |              | 1-1     |
| Juan Gisbert                  | 0-1          |         |                 |              | 0-1     |
| Jordi Arrese                  |              |         | 0-1             |              |         |
| * Alejandro Davidovich Fokina |              |         |                 | 0-1          | 0-1     |
| Albert Ramos-Viñolas          |              |         |                 | 0-1          |         |

Finaliste du Championnat du monde sur terre battue 1922 : Manuel de Gomar